# Le Parti d'en rire (émission de télévision)
Le Parti d'en rire est une émission de télévision humoristique monégasque créée par Jacques Antoine, animée par Fabrice et diffusée chaque soir de 19h15 à 19h35 sur Télé Monte-Carlo du 1er octobre 1980 à juin 1986.  Elle fut également diffusée sur Télé-Luxembourg en 1980-1981.

## Principe de l'émission
Dans cette émission, un comédien, comique de préférence, raconte une histoire drôle dans laquelle il doit introduire une phrase obligatoire, connue de lui seul et des téléspectateurs, et que ses comparses doivent deviner.
Dans la seconde partie, un imitateur (Patrick Burgel) réalise un canular téléphonique en téléphonant à un notable de la Côte d'Azur et en se faisant passer pour une personnalité de la politique ou du show-business.

## Participants
Parmi les participants de l'émission, on peut citer Coluche, Pierre Douglas, Thierry Le Luron, Patrick Sébastien, Pierre Péchin ou Chantal Gallia. On peut ajouter Jean De Pompougnac qui présentait des jeux de mots illustrés d'un assemblage d'objets dans la rubrique "Musée du Calembour" .  Pompon reprit cette curiosité pour l’émission "La Classe".  Figuraient parmi les permanents : Serge Llado, Corbier, Michel Lagueyrie, Jacques Mailhot, Chantal Ladesou, Sophie Forte, Florence Brunold, Rosine Cadoret, Monique Tarbès, Agnès, Pierre Henri ... , une véritable foule d'humoristes dans la même salle.